# Йосип Чоп
Йосип Чоп (сербохорв. Josip Čop, нар. 14 вересня 1954, Вараждин) — югославський футболіст, що грав на позиції півзахисника, зокрема за «Загреб» та національну збірну Югославії.

## Клубна кар'єра
У дорослому футболі дебютував 1975 року виступами за команду «Вартекс», у якій провів один сезон, взявши участь у 32 матчах чемпіонату. 
Своєю грою за цю команду привернув увагу представників тренерського штабу клубу «Загреб», до складу якого приєднався 1976 року. Відіграв за загребську команду наступні сім сезонів своєї ігрової кар'єри.
Протягом 1983—1984 років захищав кольори «Хайдука» (Спліт). За цей час виборов титул володаря Кубка Югославії.
Завершив ігрову кар'єру в австрійському «Штурмі» (Грац), за який виступав протягом 1984—1986 років.

## Виступи за збірну
У 1984 році дебютував в офіційних матчах у складі національної збірної Югославії, взявши того року участь у двох товариських іграх.
Був у заявці збірної на чемпіонат Європи 1984 у Франції, де, утім, на поле не виходив.
| Дата     | Місто                      | Господарі  | Результат | Гості     | Турнір           | Голи | Примітки |
| -------- | -------------------------- | ---------- | --------- | --------- | ---------------- | ---- | -------- |
| 2-6-1984 | Оейраш                     | Португалія | 2 – 3     | Югославія | товариський матч | -    | 46'      |
| 7-6-1984 | Ла-Лінеа-де-ла-Консепсьйон | Іспанія    | 0 – 1     | Югославія | товариський матч | -    | 46'      |
| Усього   |                            | Матчів     | 2         |           | Голів            | 1    |          |

## Титули і досягнення
- Володар Кубка Югославії (1):

«Хайдук» (Спліт): 1983-1984